# Aguaxima

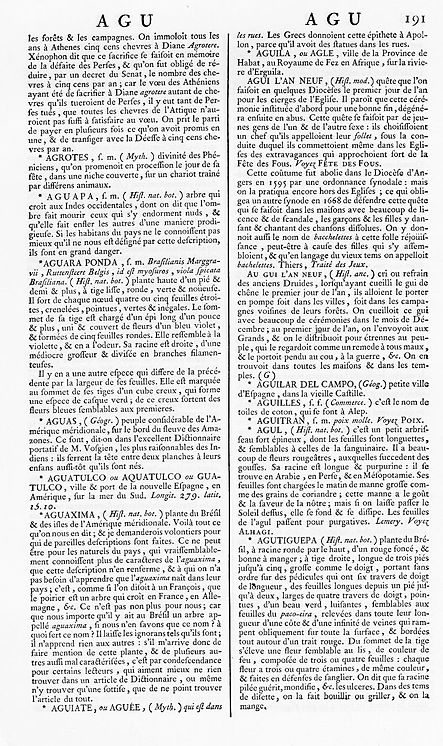
Fac-simile da página 191 da primeira seção da Enciclopédia

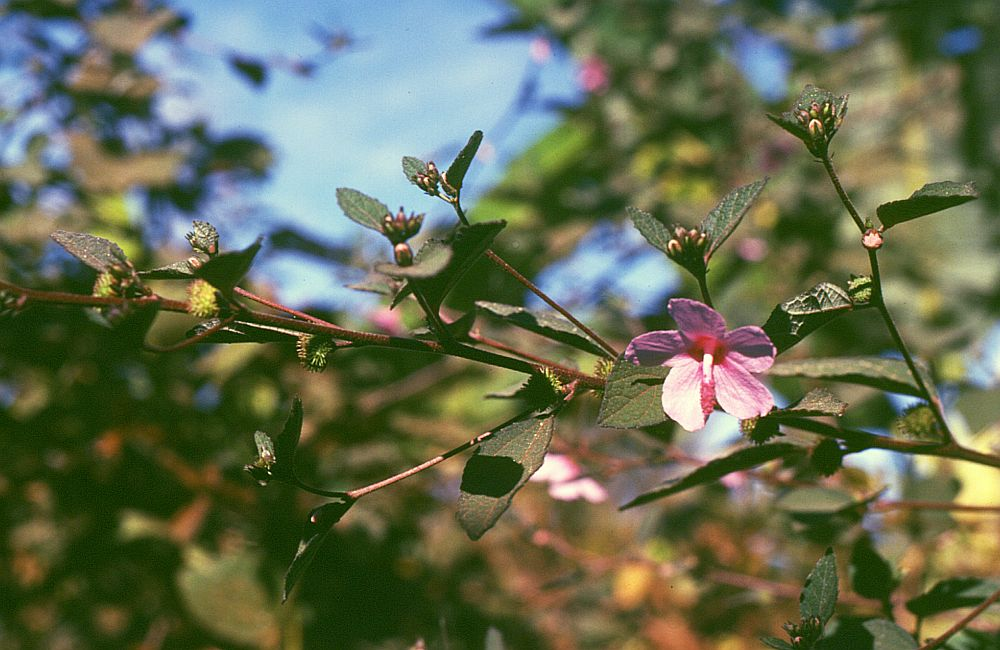
Urena lobata

Aguaxima é um dos verbetes da Encyclopédie, uma das primeiras enciclopédias que existiram. Aguaxima for escrito pelo próprio Denis Diderot e é considerado um de seus mais instigantes verbetes. A aguaxima é o nome popular da Urena lobata, também conhecida como guaxima e carrapixo-do-mato. 

## Conteúdo
AGUAXIMA, (Hist. nat. bot.), planta do Brasil e outras ilhas da América do Sul. Isso é tudo que nos foi dito a seu respeito e eu gostaria de saber a quem se destinam tais descrições. Não devem ser para os nativos do país em questão, os quais certamente sabem mais sobre a Aguaxima do que o aqui contido e que não precisam ser ensinados que ela cresce em seu país; seria o mesmo que dizer a um francês que a pereira é uma árvore que cresce na França, na Alemanha, etc. Para nós também não é, pois o que nos importa saber que há no Brasil uma árvore por nome Aguaxima, se nada mais sabemos a seu respeito a não ser o nome? E a quem serve um nome? Ele deixa o ignorante no mesmo estado em que se encontra
e ao resto nada ensina. E, mesmo assim, se cito aqui esta planta, junto a tantas outras tão pobremente descritas, é em consideração a certos leitores que preferem encontrar algo sem valor ou até estúpido em um verbete de um dicionário do que nem o verbete encontrar.